# Арбалет

Арбале́т (фр. arbalète от лат. arcaballista ← arcu «дуга» + ballisto «бросаю»), или самостре́л (др.-греч. τζαγρα), арбале́тка — боевое и спортивное метательное оружие, представляющее собой лук, оснащённый механизмами взведения и спуска тетивы.

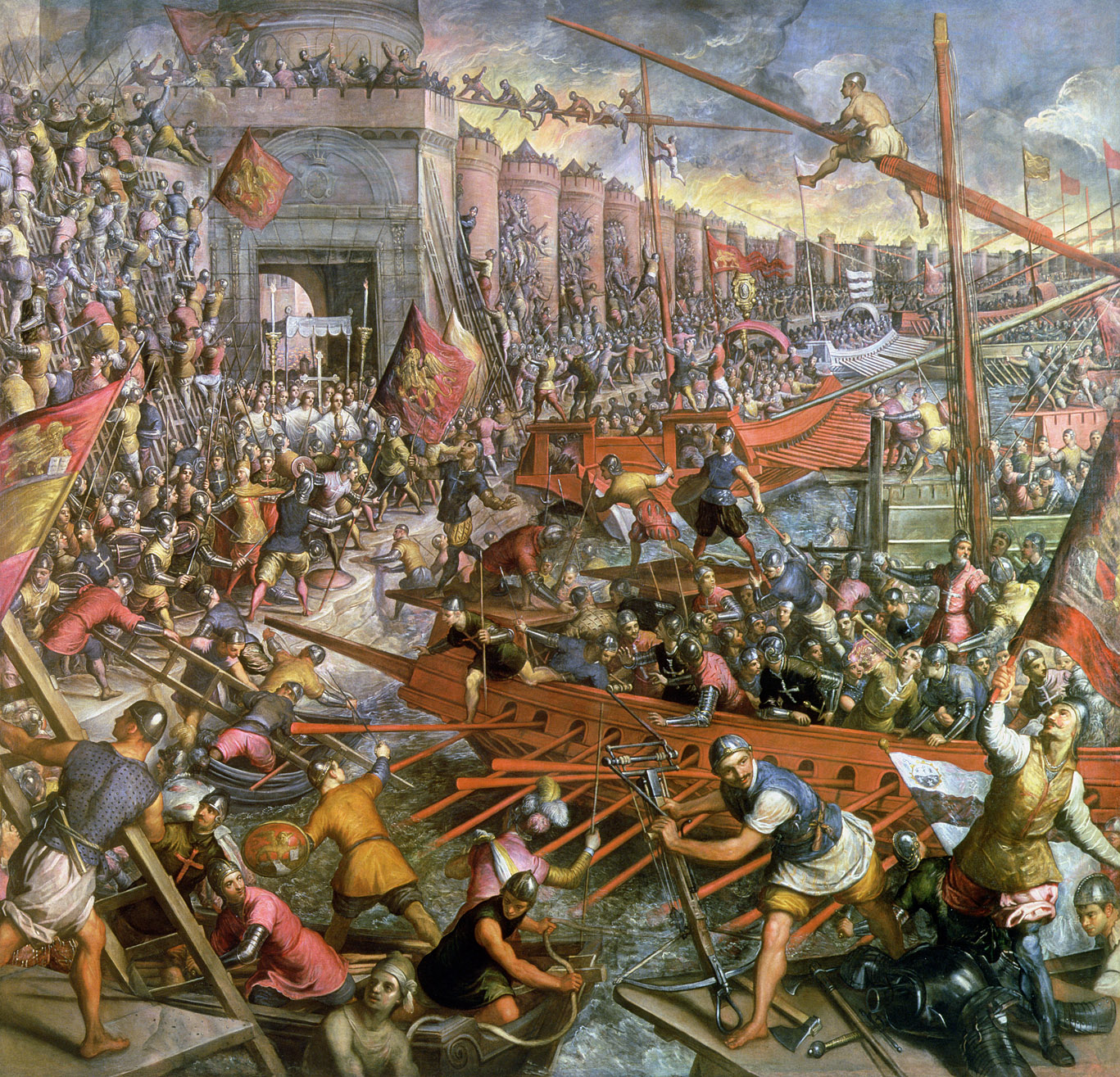
Тинторетто. «Осада Константинополя крестоносцами» (1580)

Арбалет, за очень редким исключением, превосходил обычный лук по точности стрельбы и убойной силе, но, как правило, он сильно проигрывал луку по скорострельности. Популярности способствовало то, что для обучения стрельбе из арбалета требовалось намного меньше времени по сравнению с обучением искусству стрельбы из лука.
Для стрельбы из арбалета использовались болты — особые арбалетные стрелы, которые обычно были толще и короче лучных, и, иногда, пули. На войне использовались как ручные арбалеты, так и их увеличенные варианты, устанавливавшиеся на станках (нередко бывших подвижными) и использовавшиеся в качестве метательных машин; такие арбалеты назывались аркбалистами.
Кто делает или носит и применяет это оружие — арбале́тчик.

## Устройство
Базовой частью арбалета является ложе, внутри которого крепится спусковой механизм. На верхней поверхности ложа находится направляющий паз для болтов, а на конце ложа устанавливались стремя и крестовина с закреплёнными на ней упругими элементами (плечами), которые обычно изготовляются из стали, дерева или рога.

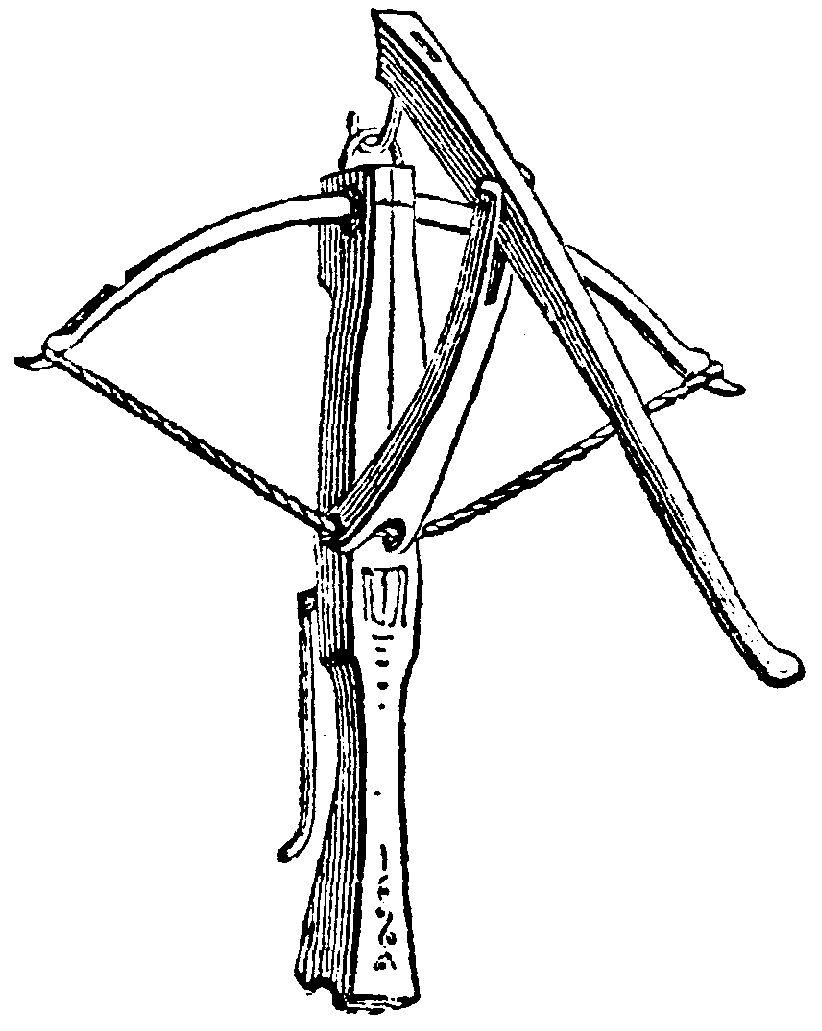
Арбалет с натяжным механизмом типа «козья ножка»

Типичный спусковой механизм состоял из спускового рычага, ореха (шайбы с прорезью для хвостовика стрелы и с зацепом для тетивы) и фиксирующей пружины. Более короткое плечо спускового рычага упиралось в выступ ореха, пружина давила на длинное плечо и удерживала механизм во взведённом положении. Когда арбалетчик нажимал на спусковой рычаг, короткое плечо выходило из зацепления с орехом, который, в свою очередь, прокручивался вокруг оси под действием тетивы и высвобождал её из зацепа.

Спусковой механизм:
1. Орех.
2. Тетива.
3. Стрела.
4. Рычаг

### Способы взведения
Наиболее древние арбалеты взводились либо поясным крюком (арбалетчик наступал ногой в стремя на конце желоба арбалета, наклонялся, зацеплял крюком тетиву — и потом разгибался), либо просто двумя руками (тетива в этом случае делалась широкой, чтобы не резать пальцы).
Крючная система взведения распространилась в Европе с XIII века. До того позднеримские (для массового вооружения федератов) образцы взводились руками. Древнейшие китайские арбалеты также взводились руками, хотя в Средние века китайцы перешли на рычажную систему.
В зависимости от способа взведения тетивы средневековые арбалеты делились на три основных типа. У наиболее простого тетиву натягивали с помощью приставного железного рычага, называвшегося «козья нога». У более мощного арбалета тетиву натягивали блочным натяжным устройством. Такой тип натяжного устройства, называвшийся «английским воротом», получил распространение в Англии и Франции во времена Столетней войны.
В Германии с конца XIV века арбалет снабжали реечно-редукторным механизмом, называвшимся кранекином. Такой тип натяжного устройства был удобнее и прочнее блочного и им снабжались наиболее мощные арбалеты.
Каждый последующий из названных типов был совершеннее предыдущего, но требовал больше времени на перезарядку. Поэтому численно преобладали простые арбалеты первого типа. «Козья нога» висела на толстом широком кожаном поясе, соединённая с ним металлическими заклёпками. Ею цепляли тетиву, ногой упирались в стремя на конце ложи за луком и, откидывая корпус назад, взводили арбалет в боевое положение. От случайных выстрелов избавлял предохранитель, а специальная защёлка не позволяла стреле выпадать из арбалета при опускании его вниз.

## История

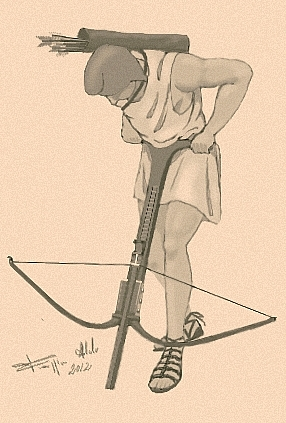
Гастрафет

Одним из наиболее чувствительных неудобств лука была необходимость во время прицеливания удерживать тетиву в натянутом состоянии. Естественно, возникала мысль как-то закрепить её, — запасти энергию. Мало было изобрести механизм, способный надёжно удерживать в натянутом состоянии тугую тетиву, а затем, при нажатии на спуск, освобождать её — надо было ещё и наладить массовое производство таких механизмов.
Первые арбалеты были неудобные. Тугую тетиву приходилось натягивать вручную, что требовало много сил и времени.

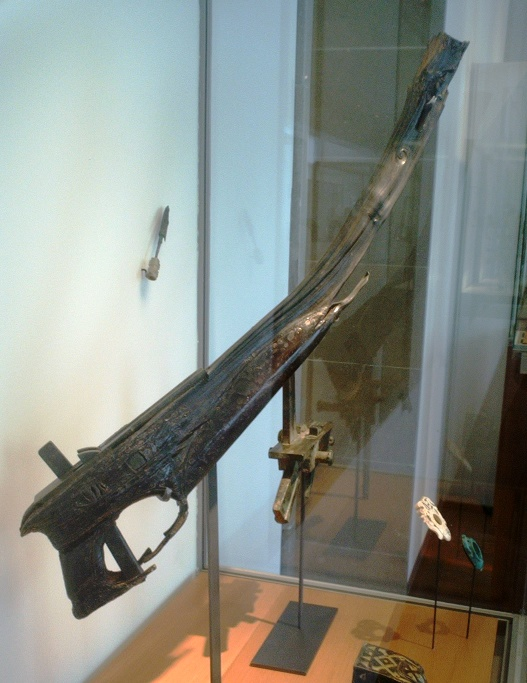
Остатки древнекитайского арбалета II века до н. э.

Впервые эти проблемы были решены, по-видимому, в Древней Греции (Сиракузах) в V веке до нашей эры. Греческий арбалет назывался гастрафетом (брюшным луком), так как его конструкция предусматривала уже не только спусковой механизм, но и рычажный механизм взведения (а на рычаг надо было навалиться животом). Во II веке до н. э. (а по другим данным, ещё в IV веке до н. э.) независимо арбалеты были изобретены в Китае.

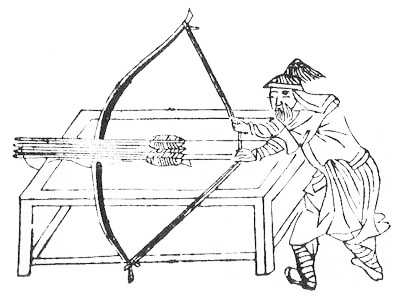
Китайский станковый арбалет

Таким образом, арбалеты имеют очень древнюю историю. Однако судьба этого изобретения оказалась очень непростой. В Китае арбалет, сыграв заметную роль в борьбе с противниками в период династии Хань, позже был забыт, что позволило снова изобрести его в XI веке.
В Европе арбалеты, видимо, имели некоторое хождение в эллинистический период, но римлянам чем-то не понравились и вновь появились на сцене под именем манубалист только в период упадка Римской империи — в III—V веках.
При переходе к профессиональным армиям интерес к метательному бою не возрос. Римский легион со времени реформ Ма́рия регулярных подразделений метальщиков уже не включал. Стрелки относились к вспомогательным войскам и вооружались сами, а поскольку римляне активно использовали отряды восточных лучников с составными луками, то в сочетании с штатными легионными метательными машинами они не оставили арбалету нишу применения.
Арабам же и византийцам, с VI века предпочитавшим сражаться конными войсками, арбалет был менее удобен, чем лук, тем более что составной лук в руках опытного стрелка был куда более грозным и скорострельным оружием. Многие народы смущались ещё и тем, что арбалетчик не мог участвовать в рукопашном бою — арбалет мешал. Арбалетчика требовалось прикрывать, то есть обеспечивать взаимодействие родов пехоты, а это требовало хорошей организации войска.

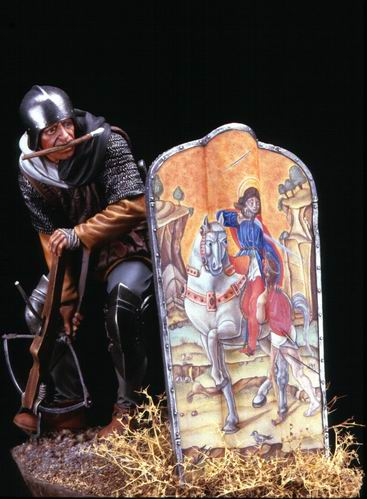
Арбалетчик за щитом-павезой, XV век (кукла-модель)

Римские арбалеты встречались в Европе вплоть до VI века н. э. Начиная с этого времени они известны и в Византии, где назывались соленариями. Позже использование их снова почти прекратилось, поскольку византийцы сделали ставку на лучников, конных и пеших, в ущерб даже полевым метательным машинам.
В очередной раз арбалеты начинают упоминаться в Европе уже в эпоху крестовых походов. Однако присутствие изображения арбалетчика на миниатюре ещё X века — из библии монастыря Сен-Жармен — указывает, что, по крайней мере, единичные случаи использования этого оружия имели место и ранее. Последнее, впрочем, неудивительно, так как войны с арабами были часты и до крестовых походов. Так, «Хроника Ливонии» (так называемая «Хроника Генриха Латвийского», впервые издана она была Иоганном Даниэлем Грубером по рукописи XVI в.), описывает активное участие арбалетчиков в ходе немецкого завоевания Ливонии в первые годы XIII века.
В 1139 году состоялся Второй Латеранский собор (его ещё именуют Десятым Вселенским собором), на котором, как считается, было принято решение о запрете использования христианами против христиан арбалетов. Папа римский Иннокентий II выступил с осуждением арбалетов и говорил, что данное оружие противно Богу и неприемлемо для использования христианами. Папа Иннокентий III, в свою очередь, подтвердил данный запрет несколько лет спустя. Вероятно, из-за того, что арбалет давал возможность простолюдинам эффективно бороться с рыцарской конницей, а потому и запрет на них стал некой мерой защиты.

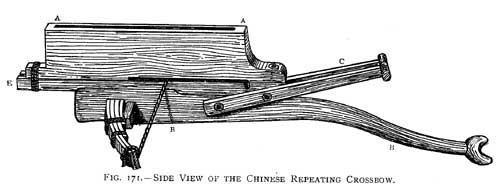
Китайский многозарядный арбалет

Отдельно следует отметить китайские магазинные арбалеты чо-ко-ну. Появились они в XII веке (внедрение чо-ко-ну приписывают китайскому полководцу Чжугэ Ляну (181—234), хотя само оружие находили при раскопках гробниц провинции Хубэй, датируемых ещё IV в. до н. э.) и использовались китайской армией до конца XIX века. По устройству взводного механизма магазинные арбалеты относились к рычажным и были довольно слабыми — энергия не превосходила 90 Дж, зато эффективный рычаг позволял взводить их быстро, прилагая небольшую силу.

Болты с утопленным оперением в количестве 8—12 штук располагались в верхнем магазине и скатывались в жёлоб под собственным весом. Скорострельность с прицеливанием достигала 8 выстрелов в минуту. На расстоянии 50—70 метров магазинный арбалет был достаточно эффективен против не защищённых доспехами людей.

### Арбалеты на Руси

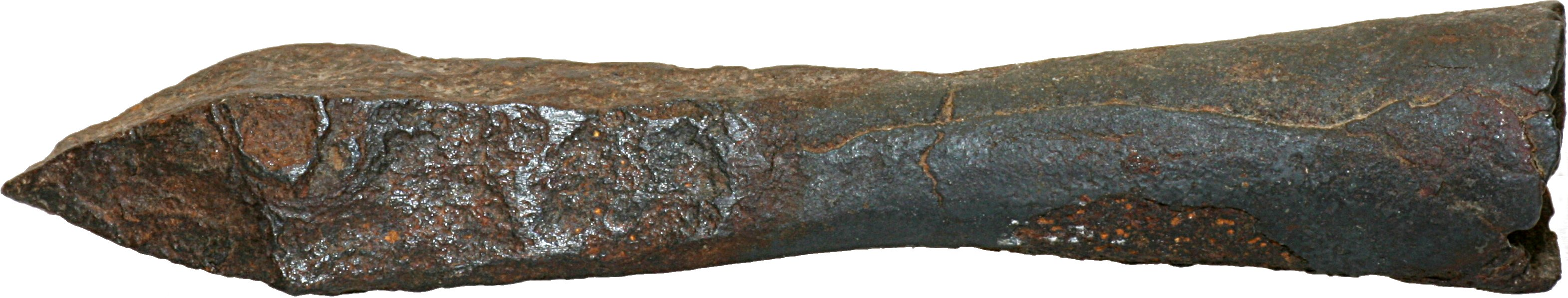
Наконечник болта, XIV век

Существует мнение, что арбалеты появляются на Руси, будучи заимствованы у волжских булгар. Это не совсем так — летописи, сообщающие о применении булгарами арбалета, относятся только ко второй половине XIV века (имеется в виду поход русских войск на булгар в 1376 году). Среди прочего, летописец сообщает: «(…)и приидоша к Казани месяца марта в шестнадцатый день. Казанцы же изыдоша из граду противу их, стреляюще из луков и из самострелов…».
Однако на Руси имеются более древние свидетельства об арбалетах — причём не только летописные, но и материальные. Так, Ипатьевская летопись под 1259 годом сообщает: «Немощно взяти его, — говорит древний летописец о городе Холм — цитадели князя Даниила Романовича — бяхуть бо в нем бояре и людье добрии, в утверждение города крепко, порокы и самострелы».
Другой пример — находка в руинах летописного города Изяславля останков погибшего русского арбалетчика. На поясе воина был найден специальный крюк, которым цеплялась арбалетная тетива для взведения арбалета к бою. Причём, если сравнивать все находки арбалетных поясных крюков, то окажется, что крюк изяславльского арбалетчика — самый древний в Европе.
При этом есть и обратные свидетельства. Так, «Хроника Ливонии» Генриха Латвийского сообщает, что русским из Полоцкого княжества и их союзникам эстам в начале XIII века арбалет ещё не был известен. К этому свидетельству надо подходить осторожно, возможно, тут ошибка переводчика или распознавателя: во-первых, судя по тексту, арбалеты, использовавшиеся защитниками, имели странно большую дальность стрельбы, во-вторых, попытка русских стрелять из захваченных арбалетов окончилась неудачно, так как снаряды летели в произвольном направлении, что не соответствует очевидной простоте стрельбы из самострела. Возможно, под арбалетами в «Хронике…» понималась разновидность катапульт.
В 1486 году московский посол грек Георгий Перкамота рассказывал в Милане о «широком употреблении» московитами арбалетов (stambuchine) и самострелов (balestre), заимствованных у немцев.
Интересно, что количество найденных наконечников к болтам и стрелам относится как 1/20. То есть вооружение русского стрелка арбалетом составляло исключение, но не редкое — примерно как соотношение пулемётов к автоматам в современной армии.
Вплоть до закрытия этого учреждения Алексеем Тишайшим в XVII веке — в Москве, наряду с пушечным, существовал и казённый арбалетный двор. Но и это не позволило арбалету восторжествовать над луком.
Технические характеристики
На Руси арбалеты назывались самострелами. Самострел представлял собой небольшой, сделанный из рога или железа лук, вделанный в деревянную соху (приклад) с полосою (ложей), на которой в имеющийся желобок закладывали короткие, кованые из железа болты. Натянутая тетива цеплялась за рычаг спуска, нажимая на который стрелок спускал тетиву.
Позже самострелы стали подразделяться на ручные и станко́вые. Ручной самострел натягивался с помощью рычага и стремени (железной скобы для упора ногой) или ворота, а спуск производился простейшим спусковым устройством.

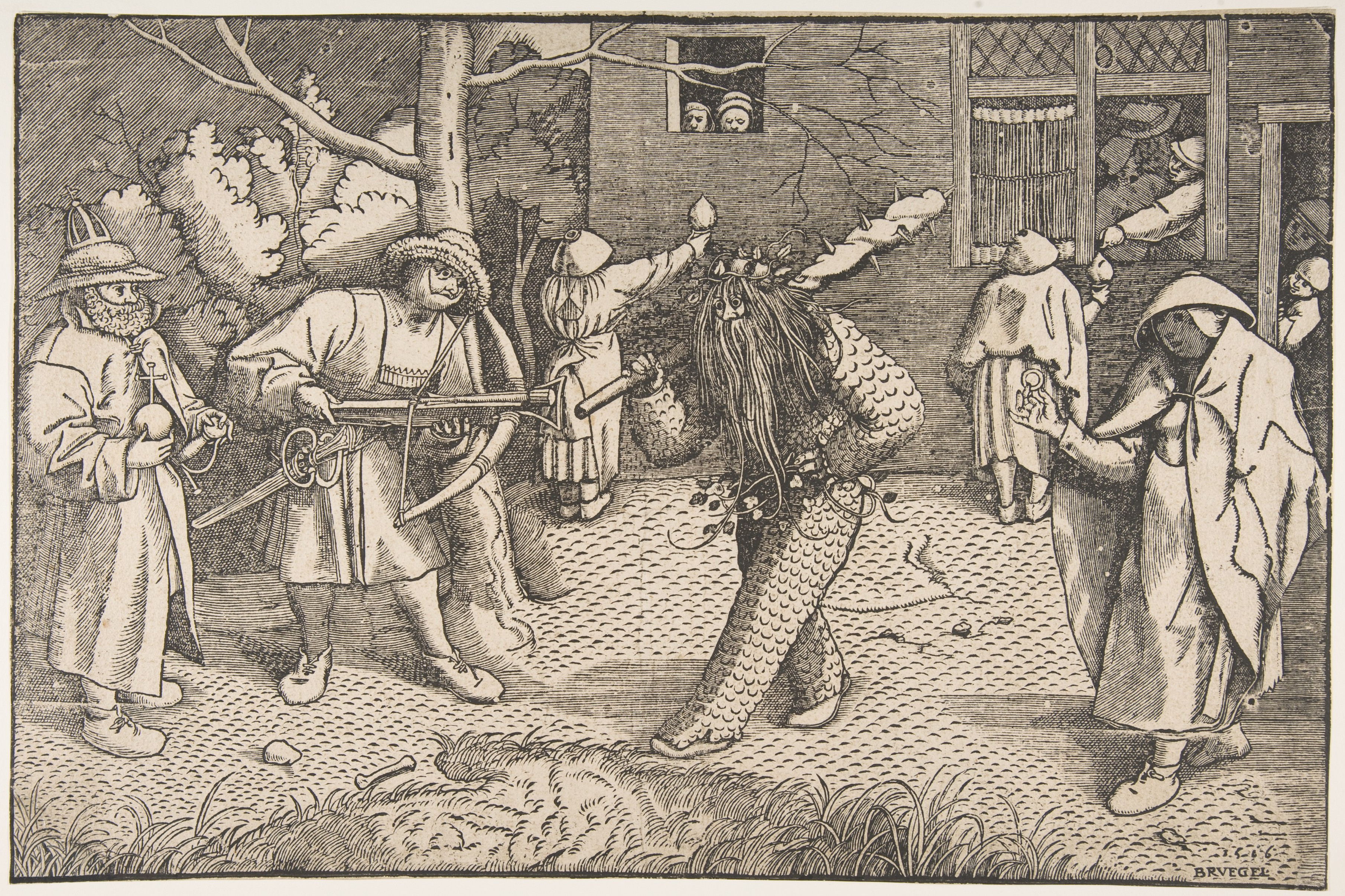
Питер Брейгель Старший. Дикарь на маскараде в честь Орсона и Валентина. Ксилография, 1566 г.

Станковый самострел устанавливался на особом станке (раме) с колёсами. В нём применялся стальной лук и толстая тетива из верёвки или воловьих жил, для взведения которой использовалось зубчатое приспособление — самострельный коловорот. Взведение коловоротов (коловратов самострельных) представляло собой крупное усовершенствование в устройстве самострелов в XII—XIV вв., так как их величина была порой необыкновенна: у половецкого хана Кончака «бяху луци тузи самострелнии, одна 50 муж можашеть напрящи» («были луки тугие самострельные, один 50 мужчин могут напрячь»).
В этом пассаже, судя по всему, имелось в виду не то, что оружие реально взводили 50 человек, что весьма маловероятно, а то, что такова была мощность его лука, — то есть «человеческая сила» использовалась как единица измерения силы натяжения; реально же оружие взводилось, скорее всего, одним или двумя стрелками при помощи того или иного механизма типа ворота, подобно арабским станковым арбалетам того времени.
Например, житель Александрии Мурда ибн Али ибн Мурда ат-Тарсуси около 1170-х годов, описывая изготовленный шейхом Абу л’Хасан ибн ал-Абраки ал-Искандарани мощный станковый лук «зийар» (приведено по французскому переводу Клода Каэна), делает указание на то, что его «…сила стрельбы требовала бы для натяжения двадцать человек, обладающих сноровкой, но чья работа на самом деле обеспечивается единственным человеком, при стрельбе наиболее сильной и смертоносной, благодаря наиболее прочному и наиболее эффективному устройству».
Современными исследователями такая сила натяжения «в 20 человеческих сил» оценивается как эквивалентная 1000…2000 кг.

## Использование

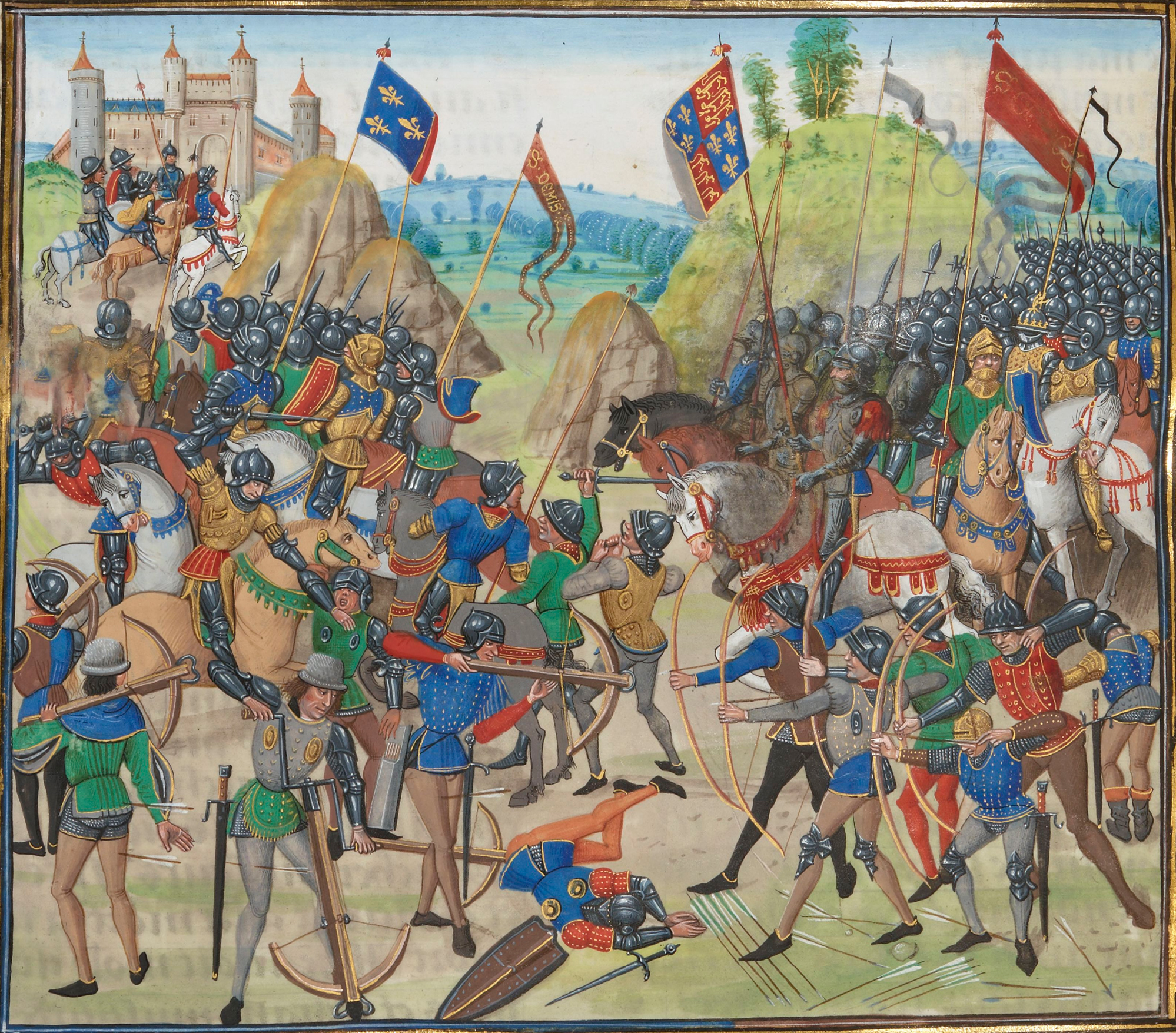
Генуэзские арбалетчики в битве при Креси (1346). Миниатюра из «Хроник» Фруассара. XV в.

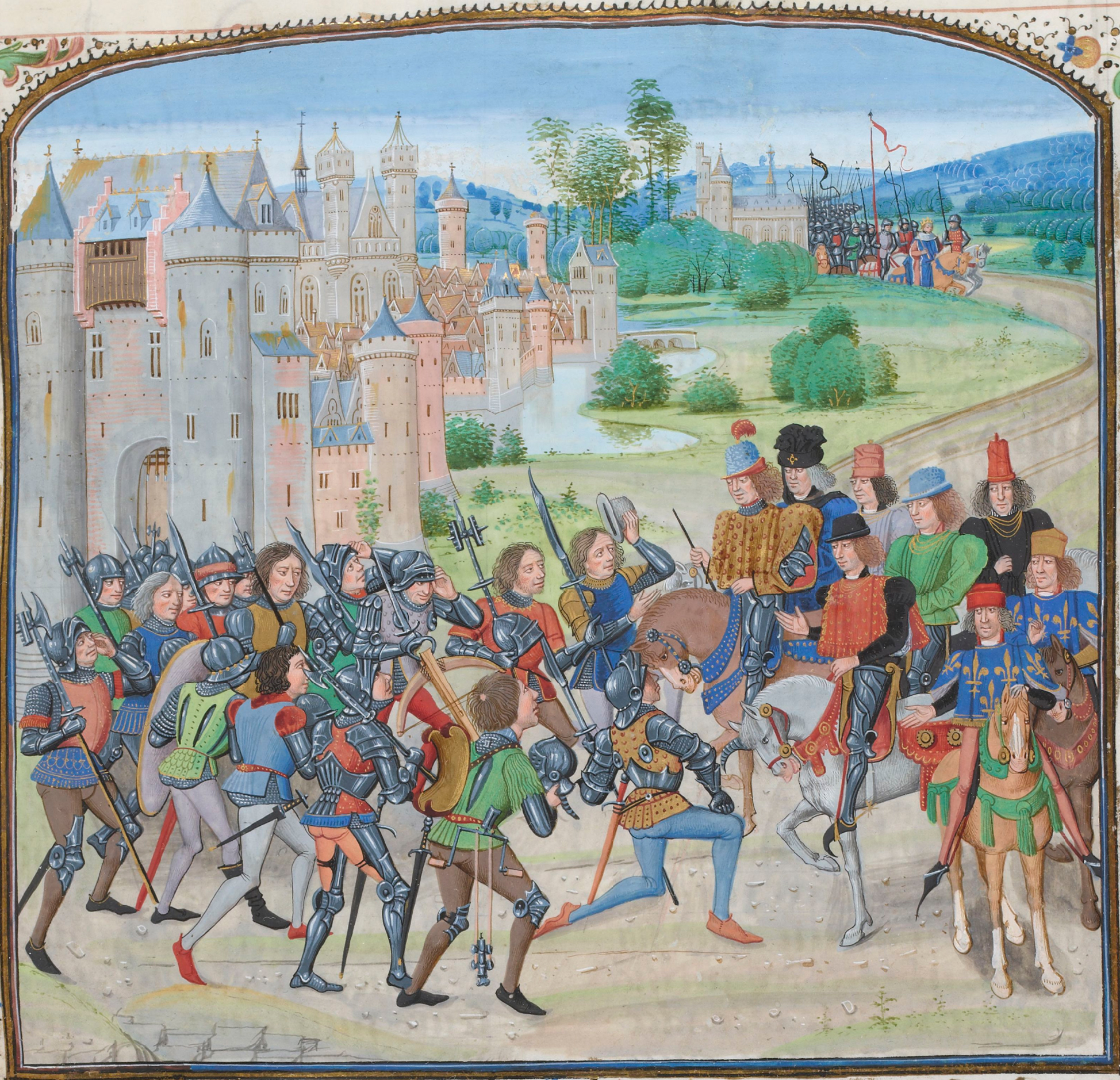
Возвращение Карла VI после битвы при Роозенбеке (1382). Миниатюра из «Хроник» Фруассара, XV в. На переднем плане арбалетчик с «английским воротом» на поясе

Сложная судьба арбалета была обусловлена тем, что, решительно превосходя лук в дальности и точности стрельбы (на коротких дистанциях), он имел и весомые недостатки — неудобную форму, высокую стоимость и сложность заряжания.

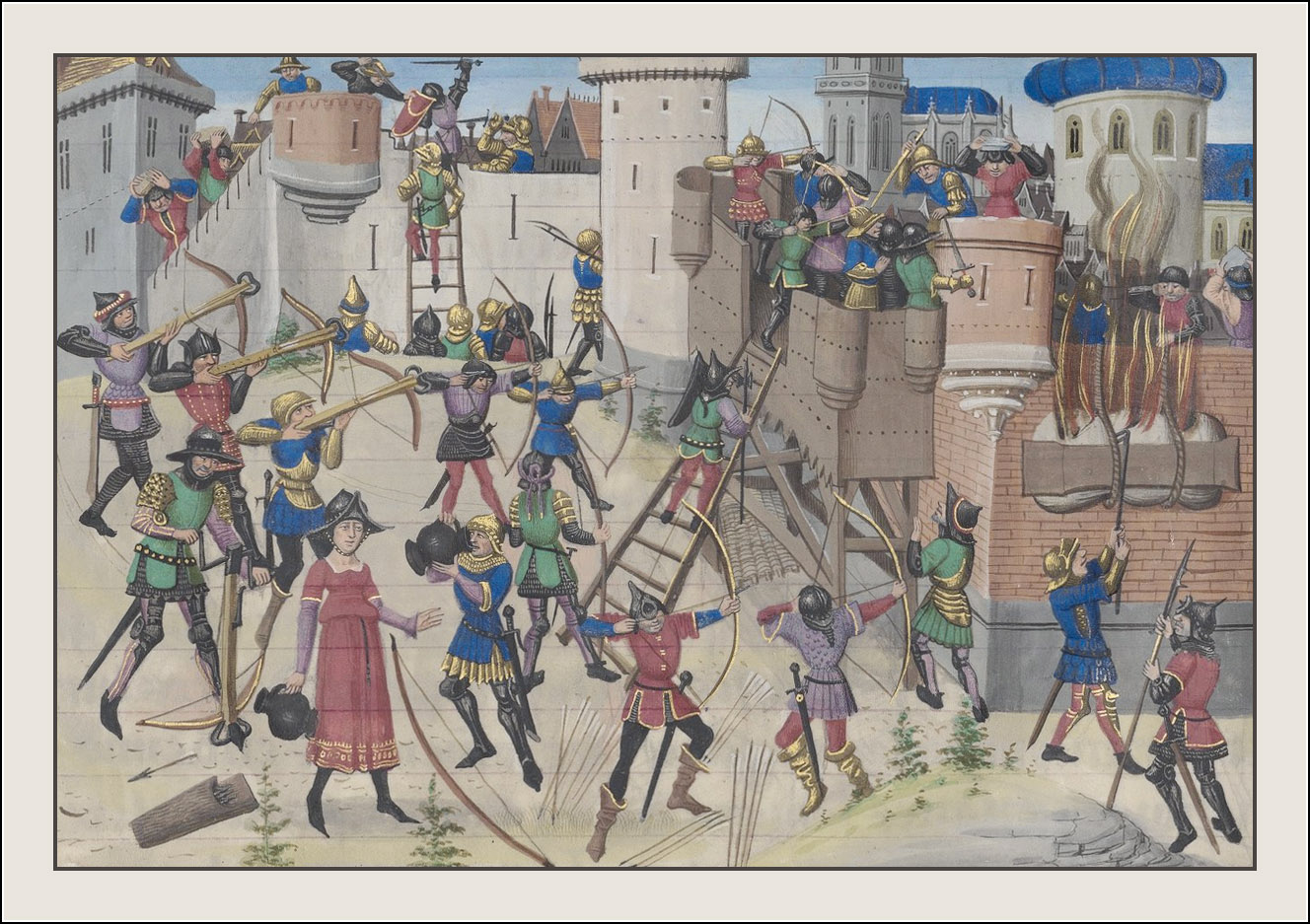
Осада Иерусалима (1187). Миниатюра из «Сокращения хроник» Давида Обера, 1462 г.

Высокая стоимость ограничивала распространение арбалетов социальными рамками — лишь состоятельные ополченцы могли позволить себе такое оружие. Но в основе организации милиционных античных и средневековых армий лежал имущественный ценз: богатые граждане выступали в поход в доспехах и вели ближний бой, а метательное оружие использовали обычные воины.
Однако у арбалета было неоспоримое преимущество. Лучнику приходилось годами обучаться стрельбе из лука, когда арбалетчику было достаточно понять механизм перезарядки и прицеливания.

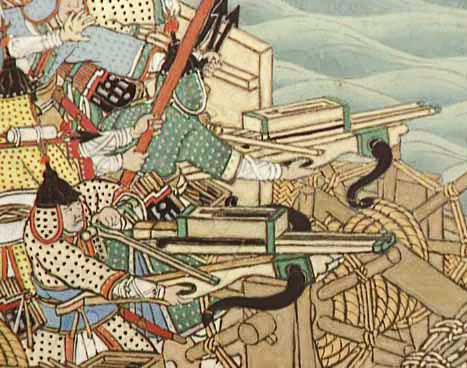
Многозарядные арбалеты на корейском боевом корабле времён Имджинской войны (1592—1598)

Хотя пробивная сила арбалетных болтов и была велика, но стальных кирас рычажный арбалет не пробивал, а скорость снаряда, хотя и была большей, чем у лука, но в абсолютном исчислении оставалась незначительной. Главное преимущество арбалета перед луком заключалось в том, что арбалетные болты могли делаться с обратной конусностью — в этом случае они, в отличие от стрелы из лука, не застревали в щитах (даже если наконечник стрелы и пробивал щит, древко всё равно застревало в нём, тогда как обратная конусность и малая длина древка болта предотвращали застревание).

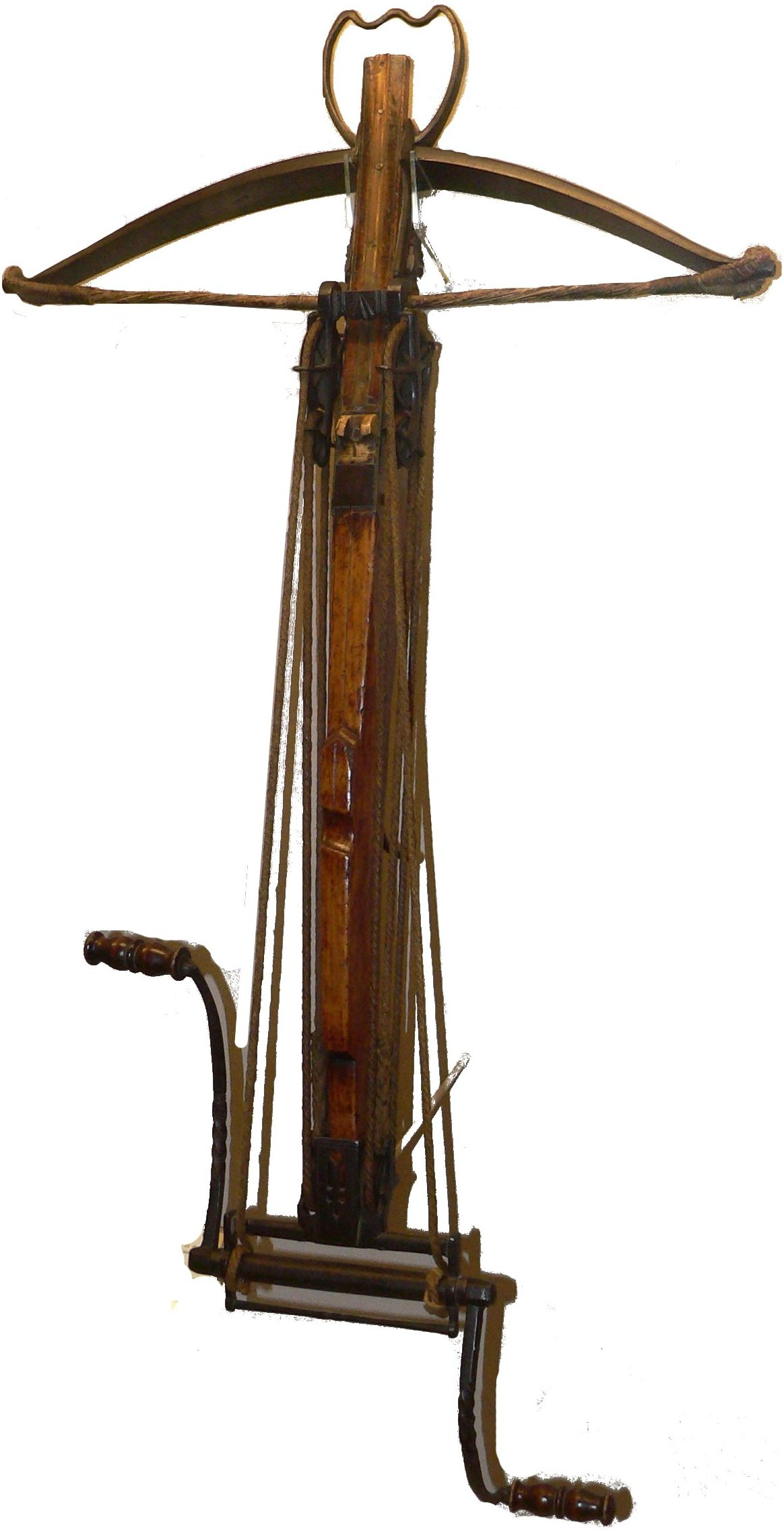
Арбалет с «английским воротом»

Исключая частный случай сравнительно массового вооружения арбалетами пехоты династии Хань, настоящее признание это оружие получило только в Европе с XIV века, когда многочисленные отряды арбалетчиков стали непременной принадлежностью рыцарских армий. Решающую роль в поднятии популярности арбалетов сыграло то, что с XIV века их тетива стала натягиваться воротом. Таким образом, ограничения, накладываемые на силу натяжения физическими возможностями стрелка, были сняты, и лёгкий арбалет стал тяжёлым — его преимущество в пробивной силе над луком стало подавляющим — болты начали пробивать даже сплошной доспех. При этом ворот позволял взводить арбалет без особых усилий.
Худшие образцы арбалетов, как в Европе, так и на Руси, долго изготовлялись с деревянными дугами, что сводило их преимущества над луками к минимуму — к удобству прицеливания. Тем не менее, арбалеты предельно упрощённой конструкции — с деревянным луком и без спускового механизма (тетива в натянутом состоянии цеплялась за пологий выступ ложа, откуда сталкивалась просто ногтем большого пальца) имели хождение в среде браконьеров вплоть до XVII века. Снарядом для подобных устройств чаще служила не стрела, а камень или свинцовая пуля.
Дуга военного арбалета делалась сначала из обычного лучного композита, а позже из упругой стали.

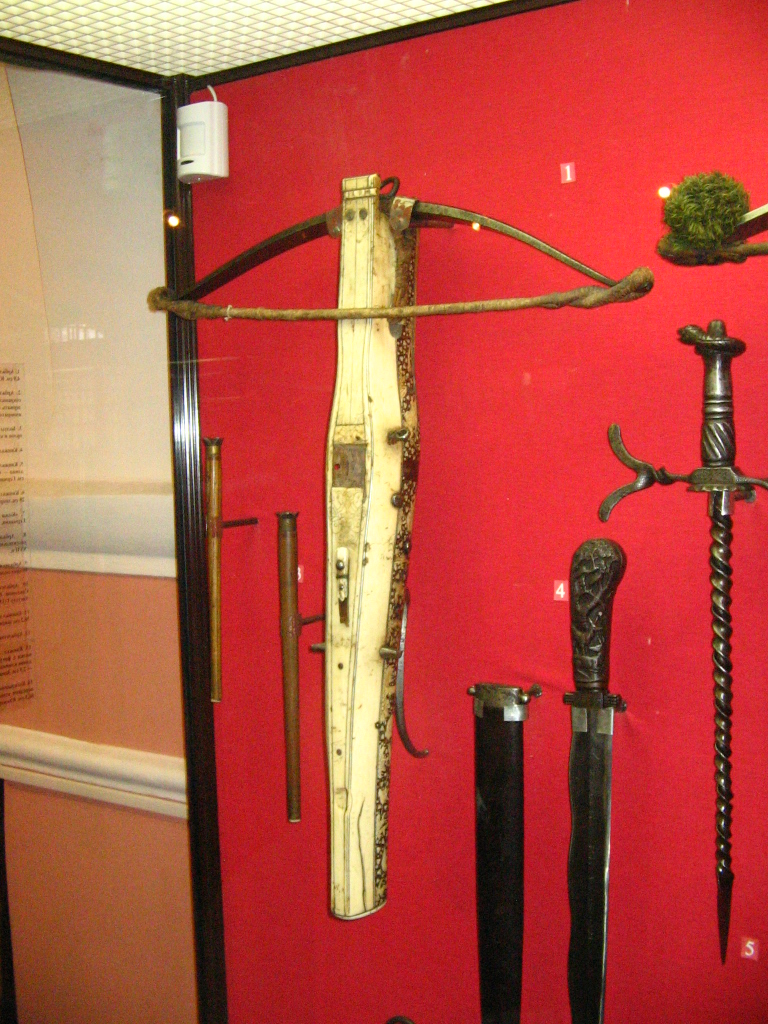
Охотничий арбалет из слоновой кости

 Арбалеты по сравнению с луками экономили физическую энергию стрелка. Хотя натяжение арбалета превосходило натяжение лука во много раз (например, для взведения китайского арбалета надо было выжать более 130 кг), даже безворотные арбалеты взводить было значительно проще, так как для взведения арбалета и натяжения лука используются разные группы мышц. Лук натягивается разгибающими мышцами руки и верхней части спины, которые у обычного человека развиты слабо, а арбалет взводится самыми сильными — ногами, бицепсами и мышцами пресса. Также нагрузка снижалась за счёт того, что при натяжении лука требовалось выдержать баланс между силой, точностью и скоростью движений, а для арбалета была важна только сила. В результате если натяжение лука всегда ограничивалось физическим развитием стрелка, то натяжение арбалета — в основном прочностью спускового механизма.

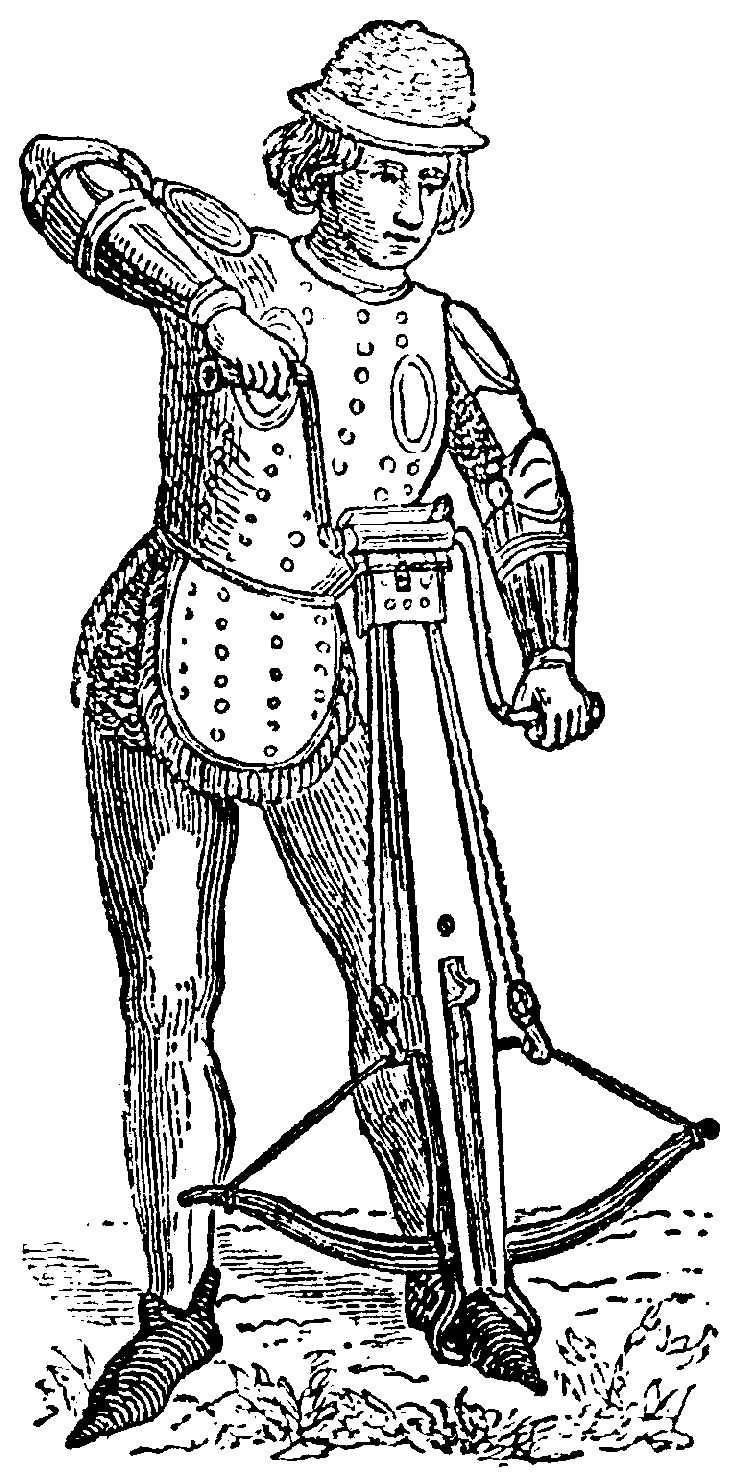
Зарядка арбалета с воротом

С другой стороны, даже лёгкие арбалеты имели энергию выстрела до 150 Дж, против порядка 50 Дж у луков. Возможность использовать для натяжения тетивы рычаг, ноги, или хотя бы восемь пальцев (вместо двух), позволяла даже при вдвое более коротком луке (у рычажных — обычно 65 см, у ручных и крючных конструкций — до 80 см) добиться значительного увеличения мощности оружия.
Болт из лёгкого арбалета мог иметь вес 50 г и начальную скорость до 70 м/с. Летели такие болты на 250 метров и опасны были до 150 метров, причём кольчуга пробивалась с 80 метров, а вблизи пробивался и доспех из кожи и железа. Болты наиболее мощных рычажных образцов (например, из гастрофета) с 50 метров пробивали бронзовую кирасу.
Превосходство арбалетов перед луками весьма спорно и относится только к простым лукам, сравнительные испытания длинного лука с силой натяжения в 160 фунтов и арбалета с натяжением в 860 фунтов показали, что пробивные способности стрел, выпущенных из лука, значительно выше. Это обусловлено как эффектом рычага (более длинные плечи лука позволяют уменьшить прилагаемое усилие), так и большим ходом стрелы - более 70 см у лука против около 15 см у арбалета, что обеспечивает более высокий КПД.
Даже на небольшом расстоянии траектория болта была, по современным меркам, весьма далека от настильности, на дальности же, близкие к предельным, огонь вёлся исключительно навесом. Очень долго из арбалетов не целились в привычном нам понимании — наводя на цель. Собственно говоря, именно поэтому классический арбалет и не имел приклада в обычном для нас понимании этого слова: и китайские самострелы, и римские аркубаллисты, и европейские арбалеты вплоть до позднего Средневековья к плечу не прикладывали, а просто удерживали в руках, придавая им необходимое для поражения цели возвышение — при стрельбе по групповой цели в крупном сражении этого было вполне достаточно, а вот поражение отдельных мишеней уже требовало от стрелка большого искусства и отличного практического знания баллистики своего оружия. Удобство прикладывания длинной ложи к плечу во время выстрела европейцы, видимо, стали осознавать лишь к XIV веку, а изогнутые приклады современного типа появились на арбалетах и вовсе в XVI—XVII веках, уже под явным влиянием огнестрельного оружия, для которого ввиду большой массы и мощной отдачи такой способ удержания оказался единственно возможным.
Скорострельность лёгкого арбалета (при рычажной конструкции) достигала 4 выстрелов в минуту. Прицельная дальность у охотничьего арбалета составляла 60 метров, у военного — вдвое больше. Оружейник Филиппа IV Алонзо Мартинес де Эспинар в своей книге (1644) сообщает, что военные арбалеты XVI века могли убивать на 200 шагов, охотничьи — на 150. Монье де Мораль в книге «La chasse au fusil» пишет, что английские арбалетчики попадали в цель на расстоянии 260—400 шагов. Хорошие стрелки не давали промаха по куриному яйцу на расстоянии 100 шагов, легко побивая легендарный «рекорд» Вильгельма Телля.
«Дульная энергия» тяжёлого арбалета достигла уже 400 Дж (для сравнения, у пистолета Макарова дульная энергия 340 Дж). Тяжёлый арбалет имел дугу до 100 см в размахе и разгонял 100-граммовый болт до 90 м/с (средняя скорость пули у пистолета Макарова — 350 м/с). Соответственно, дальность стрельбы достигала 420 метров, но убойная сила была достаточна только до 250, а стрельба по движущейся цели оставалась эффективной до 70 метров. При этом кольчуга пробивалась со 150 метров, лёгкие панцири — с 50—70, а стальные кирасы (вместе с находящимися под ними кольчугой и ватником) — с 25 метров.
Скорострельность, однако, составляла уже только 2 выстрела в минуту — ворот носился отдельно, его приходилось присоединять и отсоединять. Да и сам тяжёлый арбалет весил до 7 кг (против 3—5 кг у лёгкого), требовал подпорки в виде павезы и обслуживался двумя стрелками.
В XVI—XVII вв. употреблялись несколько облегчённые арбалеты с неотъёмным реечным («немецким») воротом и стальной дугой. Длина дуги была уменьшена до 80 см, а расчёт сокращён до одного человека. Скорострельность снова была повышена до 4 выстрелов в минуту, но начальная энергия болта уже не превышала 250 Дж.

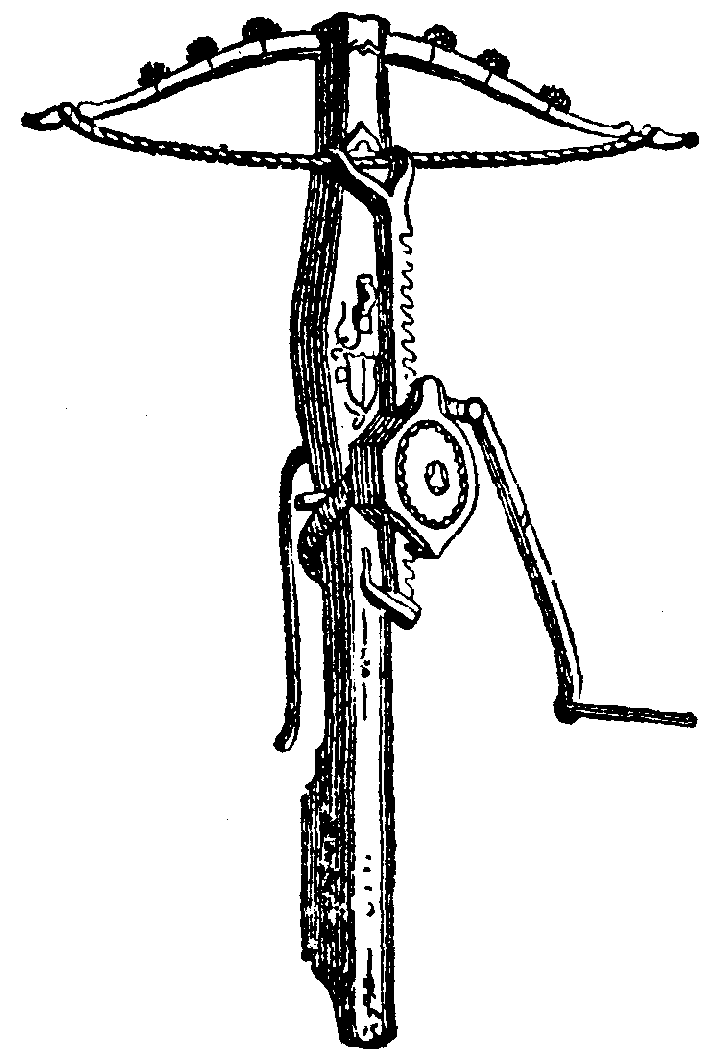
Арбалет с «немецким воротом» — реечно-редукторным натяжным механизмом

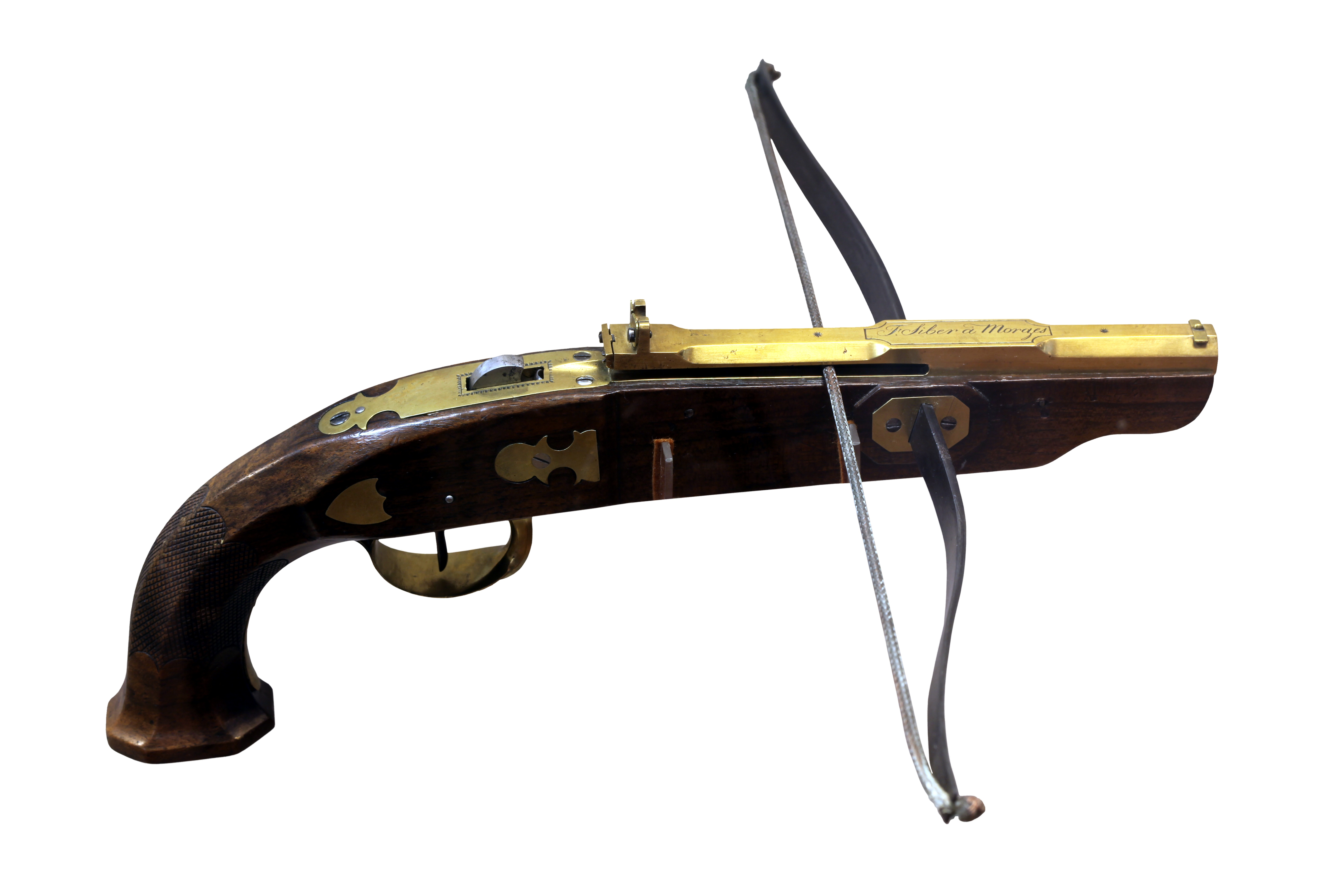
Арбалет XIX века пистолетного типа

Дальность полёта болта в XVI веке не превышала 330 метров. Современных им доспехов эти арбалеты уже не пробивали — бронебойные функции взяло на себя огнестрельное оружие, однако за счёт увеличения начальной скорости снаряда и усовершенствования прицельных приспособлений точность стрельбы стала удовлетворительной до 80 метров, причём на этом расстоянии болты были достаточно опасны.
Большим достоинством арбалета являлась и высокая точность стрельбы, сравнимая только с таковой у нарезного оружия XVII—XVIII веков. Это достигалось не только удобством прицеливания, но и тем, что тетива двигалась в одной плоскости со стрелой. Кроме того, как отмечалось выше, арбалет мог иметь и прицельные приспособления.
Значительно повышала точность стрельбы и конструкция снаряда — самый лучший лучник стрелял точно, только пока пользовался своими стрелами, к которым привык. Но таких у него могло быть не так уж много, и когда лучнику начинали подавать из обоза казённые стрелы, точность стрельбы падала во много раз. Короткие арбалетные болты имели существенно менее выраженную «индивидуальность». Они не только были куда более стандартны, чем длинные стрелы, но и имели в меньшей степени смещённый центр аэродинамического сопротивления.
Короткими и толстыми болты изготовлялись, впрочем, из других соображений — перегрузка при выбросе снаряда из желоба арбалета просто сломала бы лучную стрелу.
Очень часто в исторической и околоисторической среде возникает вопрос о соотношении арбалета и лука. Здесь приходится констатировать, что оба вида оружия скорее не конкурировали между собой, а сосуществовали, взаимно дополняя друг друга. Ещё живший в Испании во времена широкого применения арбалетов (XIII—XIV вв.) арабский учёный Ибн Худайль дал практически исчерпывающую характеристику областей их применения: по его мнению, луки в наибольшей степени подходят конным воинам, «как более быстрые и менее дорогие», а имеющие преимущество в мощности и дальности стрельбы, но малоскорострельные арбалеты — пехотинцам, «особенно в осадах укреплённых мест, морских боях и операциях подобного рода».
Арбалет, ввиду своей мощности, наносил тяжёлые повреждения. Из-за страшных ран, наносимых болтами арбалета, католическая церковь на некоторое время запретила использование этого оружия. Правда, с этим запретом мало кто считался.

## Арбалеты в XX—XXI веках

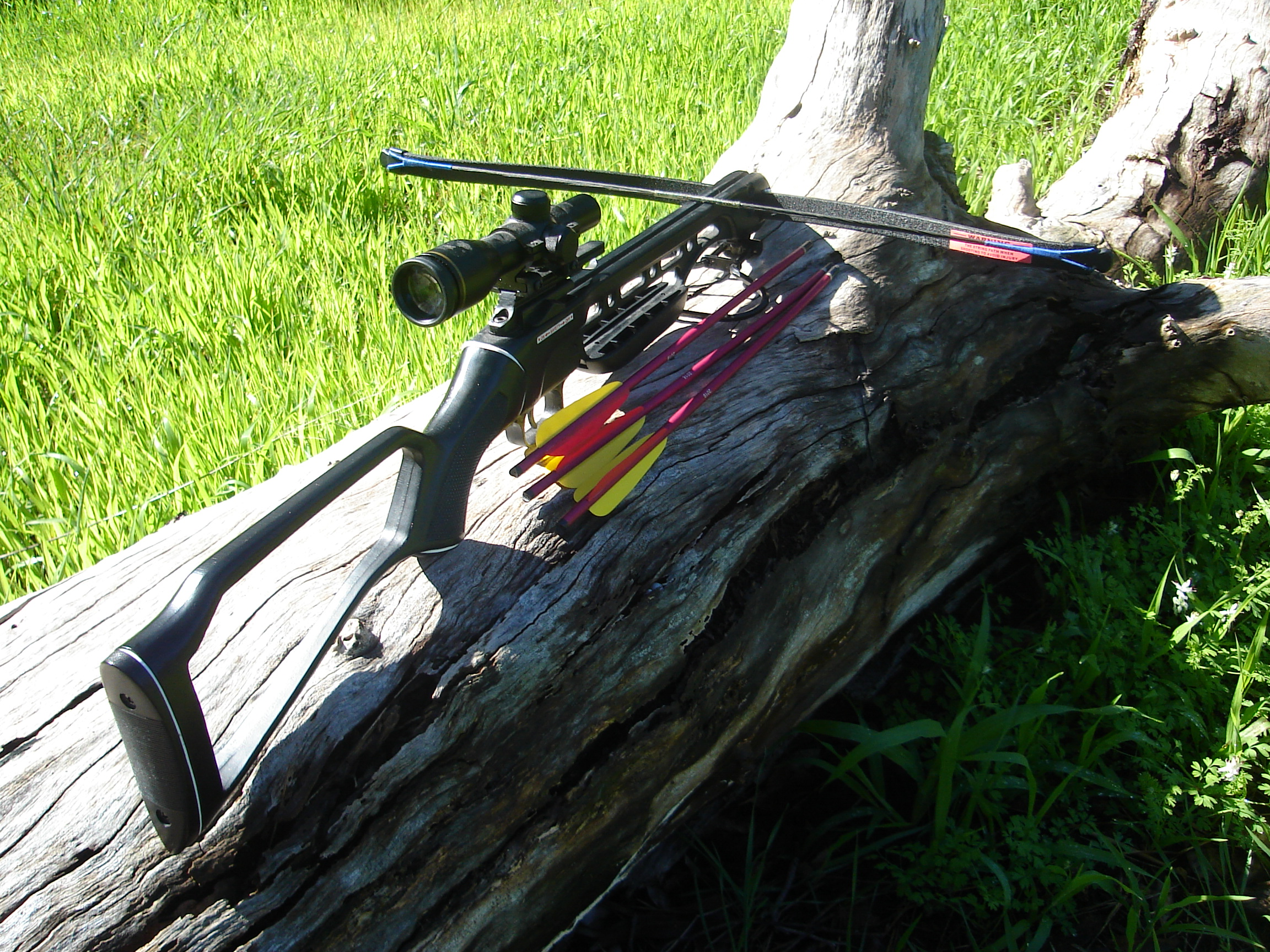
Современный спортивный арбалет

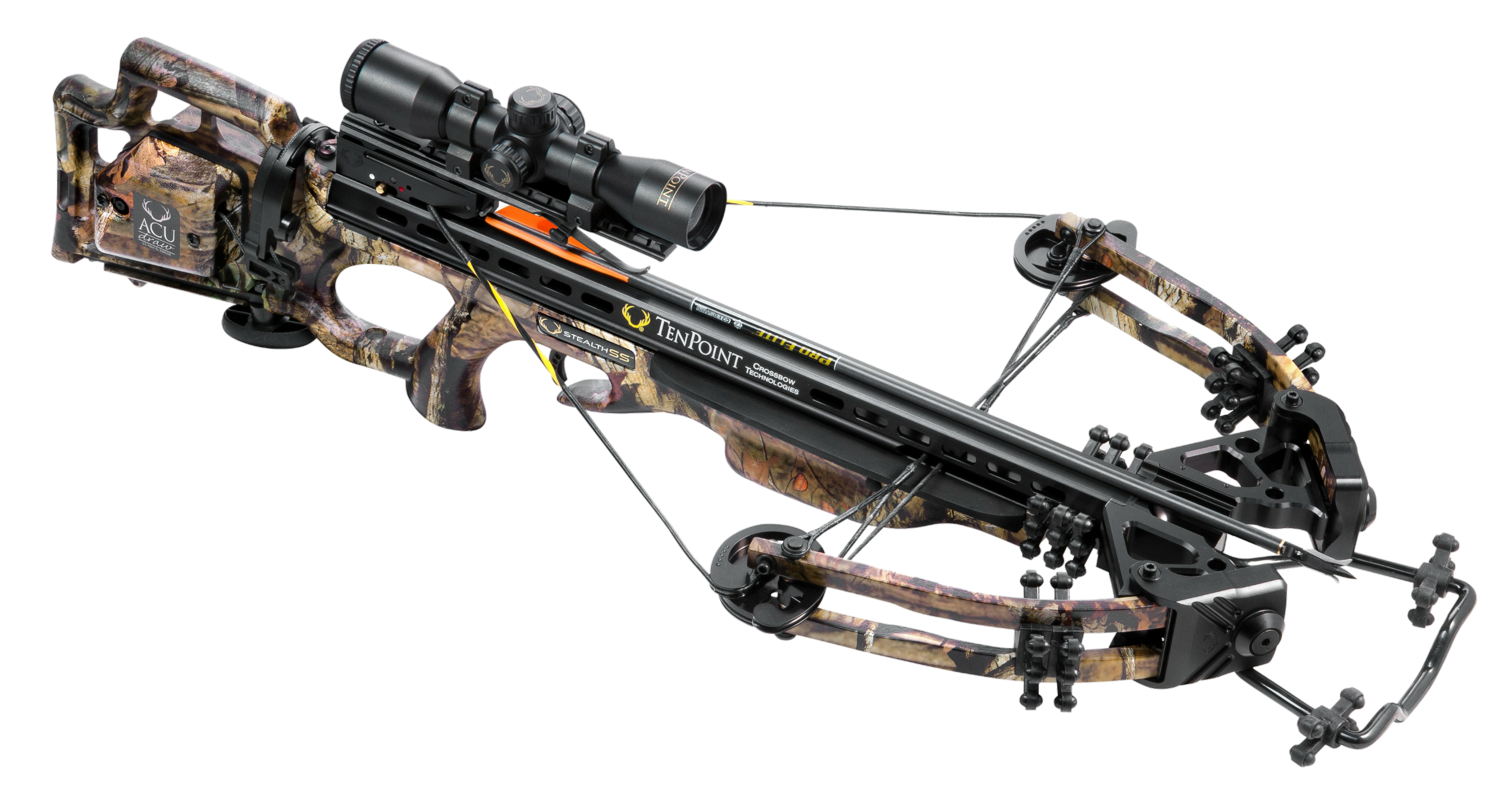
Арбалет блочного типа во взведённом состоянии

В XX веке арбалеты иногда использовались как боевое оружие в национально-освободительных войнах, чаще всего в качестве самострела-ловушки.
Также в начале Первой мировой войны немцы, французы и англичане применяли станковый арбалет в качестве гранатомёта — модель Sauterelle. Такой арбалет изготовлялся полностью из стали. Лук такого арбалета имел рессорную конструкцию с тетивой из стального троса. Впереди рессоры имелась опорная перекладина, снимавшая излишнее напряжение лука и тетивы. Натягивали лук при помощи вращающейся рукоятки: при этом на вал наматывалась бечёвка и тащила ползун тетивы до остановки на зацепе спускового механизма.
С середины 1950-х гг. на Западе начал развиваться арбалетный спорт. Именно современные спортивные модели послужили образцом для создания современных же боевых арбалетов. По своим размерам и весу они близки к автоматам и пистолетам-пулемётам. Они часто делаются разборными для упрощения транспортировки и маскировки.
В последнее время интерес к арбалету как к альтернативе огнестрельному оружию для решения некоторых специальных задач начал расти. Объясняется это совершенствованием конструкции арбалетов. Использование лёгкого пластика для изготовления ложи, современных лёгких материалов для лука позволили существенно снизить вес арбалета, а в некоторых образцах сделать его складным.
В современных арбалетах нередко используются разнообразные прицелы (оптические, коллиматорные) и лазерные целеуказатели. Луки боевых арбалетов изготовляются из композитных материалов, тетиву к ним иногда крепят с помощью системы небольших блоков. Взведение её осуществляется, как и в старину, вручную, посредством стремени либо небольшого ворота. К ложе арбалета крепят от трёх до шести стрел из металла или пластика.
Вместе с тем к использованию арбалетов для военных целей относятся скептически, считается, что это — спецэффект, «раскрученный» в кинофильмах Голливуда: арбалет уступает огнестрельному и пневматическому бесшумному оружию по скорости перезарядки, габаритам, останавливающему и поражающему действию, точности. Из него просто промахнуться, пролетевшая мимо противника стрела или даже ранившая его может стать поводом для поднятия тревоги, а перезарядка для повторного выстрела займёт около полминуты. Для сравнения, бесшумный пистолет, имеющий незначительно большую или даже меньшую шумность, обеспечивает большую надёжность поражения цели и скорострельность до двух выстрелов в секунду. Также можно вспомнить стоящую на вооружении бесшумную снайперскую винтовку «Винторез», пробивающую бронежилеты 2-го класса защиты на дистанции до 300 м.
Вместо использования арбалета в качестве гарпуномёта проще использовать ружьё с холостым патроном и ствольной насадкой, после снятия которой ружьё можно использовать как оружие. 

В качестве гранатомёта также лучше использовать обычный подствольник, поскольку стрельба болтами с привязанными к ним гранатами неудобна и опасна — они имеют больший вес, летят недалеко, повышая риск поражения самого стрелка. Для сравнения, грамотно обученный стрелок, вооружённый оружием с подствольным гранатомётом, способен прицельно выстреливать гранату на дистанцию 150—400 м.

### В России
Арбалеты в зависимости от конструктивно-предусмотренного предназначения подразделяются по силе дуги на:
- боевые;
- охотничьи;
- спортивные:

традиционные;
матчевые (до 135 кгс);
полевые (до 43 кгс);
универсальные (спортивно-охотничьи) (до 68 кгс);
- для отдыха и развлечения (до 20 кгс).

Согласно законодательству Российской Федерации, первые три относятся к метательному оружию и требуют определённых установленных законодательством об оружии разрешений (кроме полевых спортивных). Арбалеты, имеющие силу дуги менее 43 кгс, не являются оружием, разрешение для их приобретения, хранения и использования не в качестве оружия не требуется, при этом болты должны иметь закруглённый наконечник, использование с такими арбалетами заострённых или имеющих лезвия наконечников без разрешения тоже запрещено, а сами арбалеты из-за конструктивных сходств с другими типами должны быть сертифицированы.

## Спортивный арбалет
см. Стрельба из арбалета (вид спорта)